# دوف سادان
دوف سادان (بالعبرية: דב סדן‏) (21 فبراير 1902 - 14 أكتوبر 1989) ناقد أدبي وسياسي إسرائيلي.
حصل في عام 1968 على جائزة إسرائيل للدراسات اليهودية. 
شغل منصب نائب في الكنيست الإسرائيلي من حزب معراخ بين عامي 1965 و1968.

## حياته
ولد دوف بيرل ستوك في برودي في منطقة غاليسيا في النمسا-المجر (وتقع اليوم في أوكرانيا)، وتلقى تعليمًا يهوديًا تقليديًا. وانضم إلى منظمة «هاحالوتس» (الرائد)، وكان أحد قادتها خلال الحرب العالمية الأولى. وفي عام 1925 أصبح محررًا لمجلة «عتيد».
وبعد هجرته إلى فلسطين تحت الانتداب البريطاني في عام 1925، عمل في البداية كعامل زراعي، قبل أن ينضم إلى طاقم العمل في صحيفة دافار اليومية في عام 1927.
في عام 1928 سافر إلى ألمانيا كمبعوث لمنظمة «هاحالوتس». وبعدعودته عمل مدرسا في الجليل الأسفل وفي القدس. 
وفي عام 1933 عاد سادان للعمل في صحيفة دافار.  قام أيضًا بتحرير الملحق الأدبي للصحيفة. وبعد مغادرته دافار مرة أخرى في عام 1944، أصبح عضوًا في هيئة التحرير في دار نشر عام عوفيد.
توفي عام 1989 عن عمر يناهز 87 عامًا.

## العمل الأكاديمي والسياسي
في عام 1952 تم تعيينه رئيسًا لكلية الدراسات اليديشية في الجامعة العبرية في القدس، وهو المنصب الذي شغله حتى عام 1970، وفي عام 1963 أصبح بروفيسوراً.
وفي عام 1965 انتخب عضوا في الكنيست على قائمة حزب معراخ (التحالف)، وانتخب عضوا في لجنة التربية والثقافة. ومع ذلك، فقد استقال من مقعده في عام 1968، وحل محله ديفيد غولومب.
وفي عام 1965 بدأ تدريس الأدب العبري في جامعة تل أبيب حيث عمل حتى عام 1970. كما كان عضوًا في أكاديمية العلوم والإنسانيات.

## الجوائز
- في عام 1968، حصل سادان على جائزة إسرائيل للدراسات اليهودية.[3]
- في عام 1980 حصل على جائزة بياليك للآداب.[6]
- كما حصل على عدد من الجوائز الأخرى، بما في ذلك جائزة برينر.